# Slovenská pošta
Slovenská pošta, a.s. – operator pocztowy oferujący usługi pocztowe na Słowacji.
Przedsiębiorstwo w obecnej postaci powstało w 2004 roku, a jego siedziba mieści się w Bańskiej Bystrzycy.